# Łosiniec (gromada)
Łosiniec – dawna gromada, czyli najmniejsza jednostka podziału terytorialnego Polskiej Rzeczypospolitej Ludowej w latach 1954–1972.
Gromady, z gromadzkimi radami narodowymi (GRN) jako organami władzy najniższego stopnia na wsi, funkcjonowały od reformy reorganizującej administrację wiejską przeprowadzonej jesienią 1954 do momentu ich zniesienia z dniem 1 stycznia 1973, tym samym wypierając organizację gminną w latach 1954–1972.
Gromadę Łosiniec z siedzibą GRN w Łosińcu utworzono – jako jedną z 8759 gromad na obszarze Polski – w powiecie tomaszowskim w woj. lubelskim na mocy uchwały nr 16 WRN w Lublinie z dnia 5 października 1954. W skład jednostki weszły obszary dotychczasowych gromad Łosiniec, Maziły i Wólka Łosiniecka ze zniesionej gminy Pasieki w tymże powiecie. Dla gromady ustalono 14 członków gromadzkiej rady narodowej.
1 stycznia 1959 do gromady Łosiniec włączono wieś Zawadki ze zniesionej gromady Kunki w tymże powiecie.
1 stycznia 1962 gromadę zniesiono, włączając jej obszar do nowo utworzonej gromady Susiec w tymże powiecie.